# Orbe
Orbe je obec (malé město) na západě Švýcarska v kantonu Vaud. Žije zde přibližně 6 900 obyvatel.

## Geografie

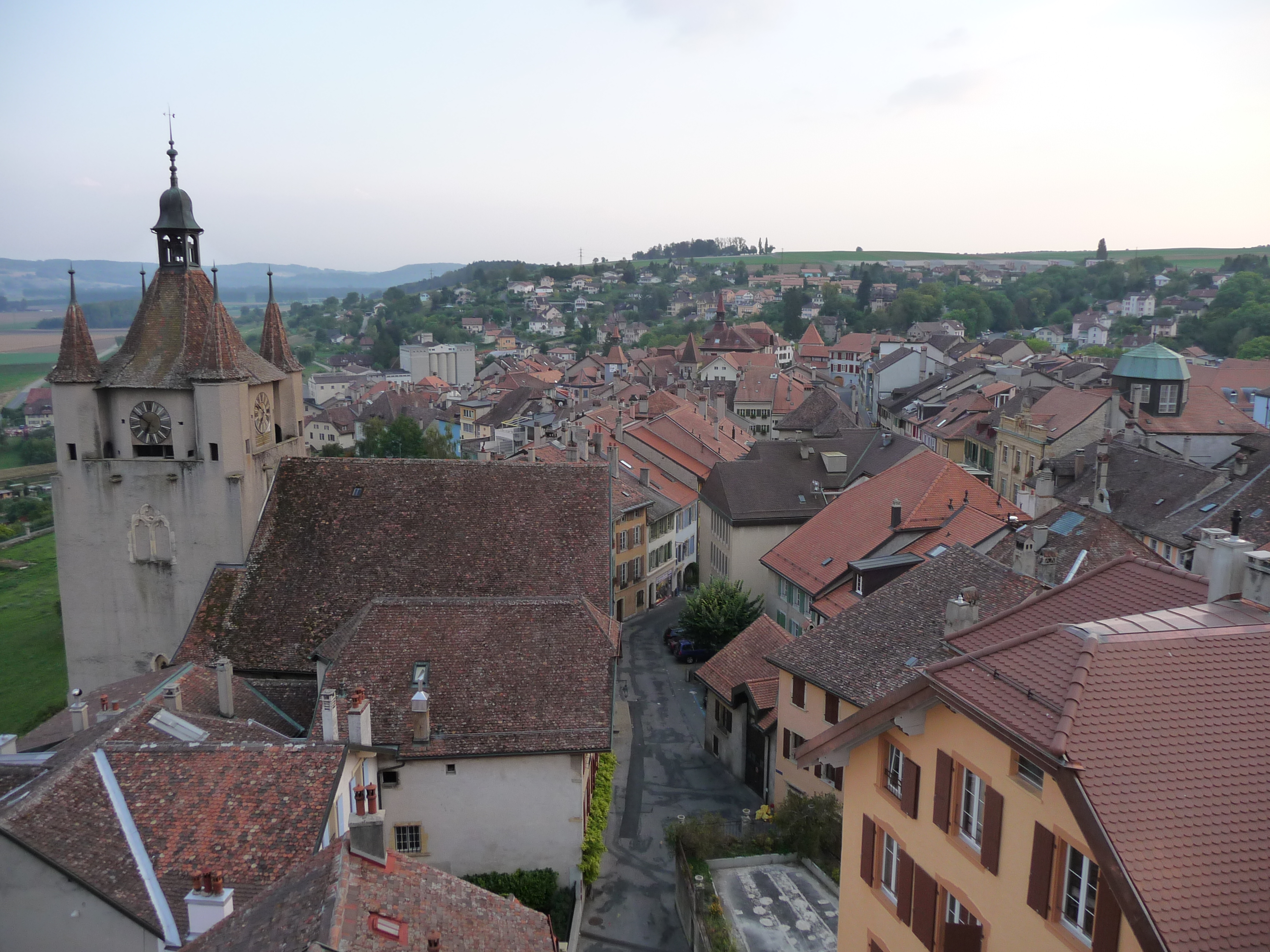
Pohled na historické centrum města směrem k jihu

Orbe leží v nadmořské výšce 479 m, vzdušnou čarou 13 km jihozápadně od okresního města Yverdon-les-Bains. Historické město se nachází na ostrohu obtékaném ze tří stran řekou Orbe na úpatí pohoří Jura v kantonu Vaud. Orbe leží asi 40 metrů nad intenzivně obdělávanou rovinou Orbe (francouzsky Plaine de l’Orbe).
Území obce o rozloze 12,0 km² pokrývá část střední části kantonu Vaud. Hlavní část území zabírá rozsáhlá rovina Orbe, dříve bažinatá a často zaplavovaná oblast, která je dnes odvodněna a protékají jí řeky Nozon, Talent a Orbe, které jsou vtěsnány do koryt kanálů. V obci se Nozon vlévá do Talentu, který se o něco severovýchodněji vlévá do Orbe. Dále na severovýchodě se nachází kanál Entreroches, který se nazývá Canal Oriental a místy tvoří východní hranici obce, a Canal Occidental. Na západě zasahuje území obce do sousedních náhorních plošin podhůří Jury a dosahuje nejvyššího bodu Orbe ve výšce 560 m n. m. v Les Saugettes. Součástí této náhorní plošiny je i výběžek, na němž leží staré město. Pod městečkem se do roviny Orbe vlévá řeka Orbe, která během milionů let erozí vyryla do náhorní plošiny hluboký zářez. V roce 1997 zaujímala 17 % rozlohy obce zastavěná plocha, 3 % lesy a lesní porosty, 77 % zemědělství a asi 3 % neproduktivní půda.
Orbe zahrnuje rozsáhlé nové obytné a vilové čtvrti, obchodní a průmyslové zóny Granges-Saint-Martin a Granges-Saint-Germain (442 m n. m.) v rovině Orbe, které se stále více rozšiřují směrem na východ, a také několik jednotlivých zemědělských podniků. Sousedními obcemi Orbe jsou Chavornay, Arnex-sur-Orbe, Agiez, Montcherand, Valeyres-sous-Rances, Mathod a Épendes.

## Historie

Letecký pohled (1949)

Nejstarší stopy osídlení v obci pocházejí z období neolitu. Vlastní historie Orbe začíná v době římské. Římané pravděpodobně založili osadu Urba kolem roku 150 n. l. na okraji roviny Orbe v místě, kde řeka Orbe vystupuje z jurské náhorní plošiny na křižovatce vojenské cesty z Lausanne. Jedna větev vedla z Urby přes Juru (Col de Jougne) do Besançonu, poté do Vesontio, zatímco druhá větev sledovala okraj roviny Orbe do Yverdonu (Eburodunum) a Avenches (Aventicum). V římské době se osada někdy označovala také jako Orba, villa Orbacum a Urbigenum. Slovo Urba nepochází z latinského urbs (město), jak se často předpokládá, ale má původ v keltštině a možná má i předkeltské kořeny. Slovní kmen orobis nebo orbe, který v keltských dobách označoval pouze řeku Orbe, znamená prostě řeku. Na rozdíl od Aventicum a Colonia Iulia Equestris (Nyon) Urba nikdy nedosáhla většího významu jako městská osada, ale měla impozantní římské sídlo v dnešním Boscéazu, které je považováno za největší stavební komplex svého druhu ve Švýcarsku. Vykopávky prováděné od roku 1986 Lausannskou univerzitou odhalily vnější ohradní zeď o rozměrech 420 × 370 metrů.

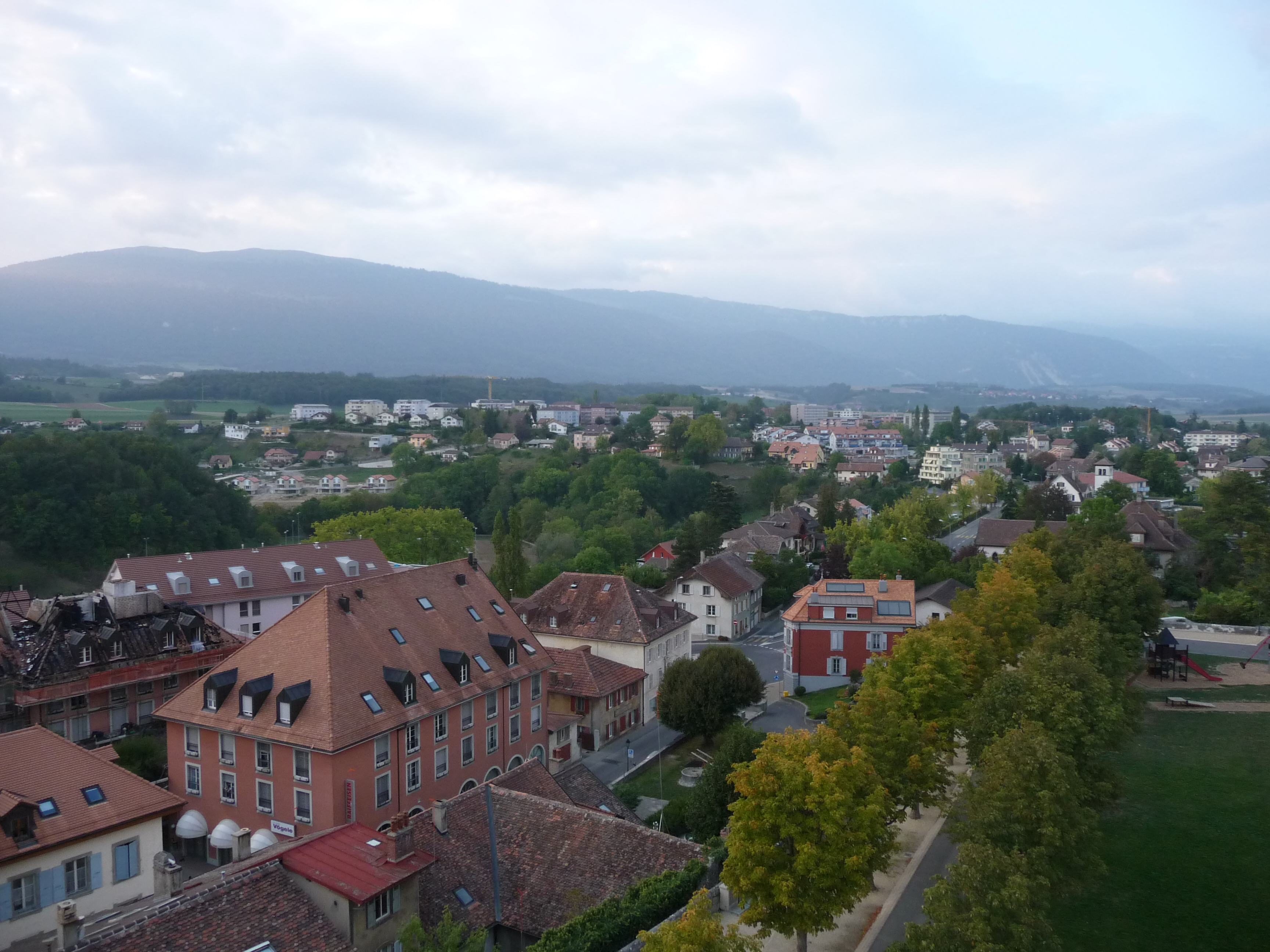
Severní část města

Panství a osada byly pravděpodobně opuštěny na konci 3. století v důsledku prvních germánských nájezdů. Zatímco z raného burgundského období není nic známo, nejpozději v 9. století se Orbe stalo burgundským královským statkem. Právě na tomto panství, konkrétně „apud orbam“, se v roce 856 sešel velmi mladý burgundský král Karel se svými příbuznými císařem Ludvíkem II. a králem Lotharem II. k jednání o rozdělení království (Regesta Imperii I, 2495). To byla a je první doložená zmínka o městě. Další setkání karolinských panovníků se zde konala v letech 865 („in urba“) a 879 („apud urbam“). V 10. století vzniklo pod hradním kopcem nové sídliště, které je poprvé zmiňováno jako villa Tabernis a v roce 1049 jako vicus Urbensis. Později se osada rozvinula také na hradním kopci. Od roku 1255 patřilo panství Orbe pánům z Montfauconu. V letech 1270–1300 byla osada přiléhající k hradu opevněna a získala tržní práva. V roce 1404 získalo město Orbe rozsáhlé svobody, ale již o tři roky později bylo vážně poškozeno požárem. V roce 1424 postavilo město kamenný most Pont du Moulinet přes řeku Orbe.

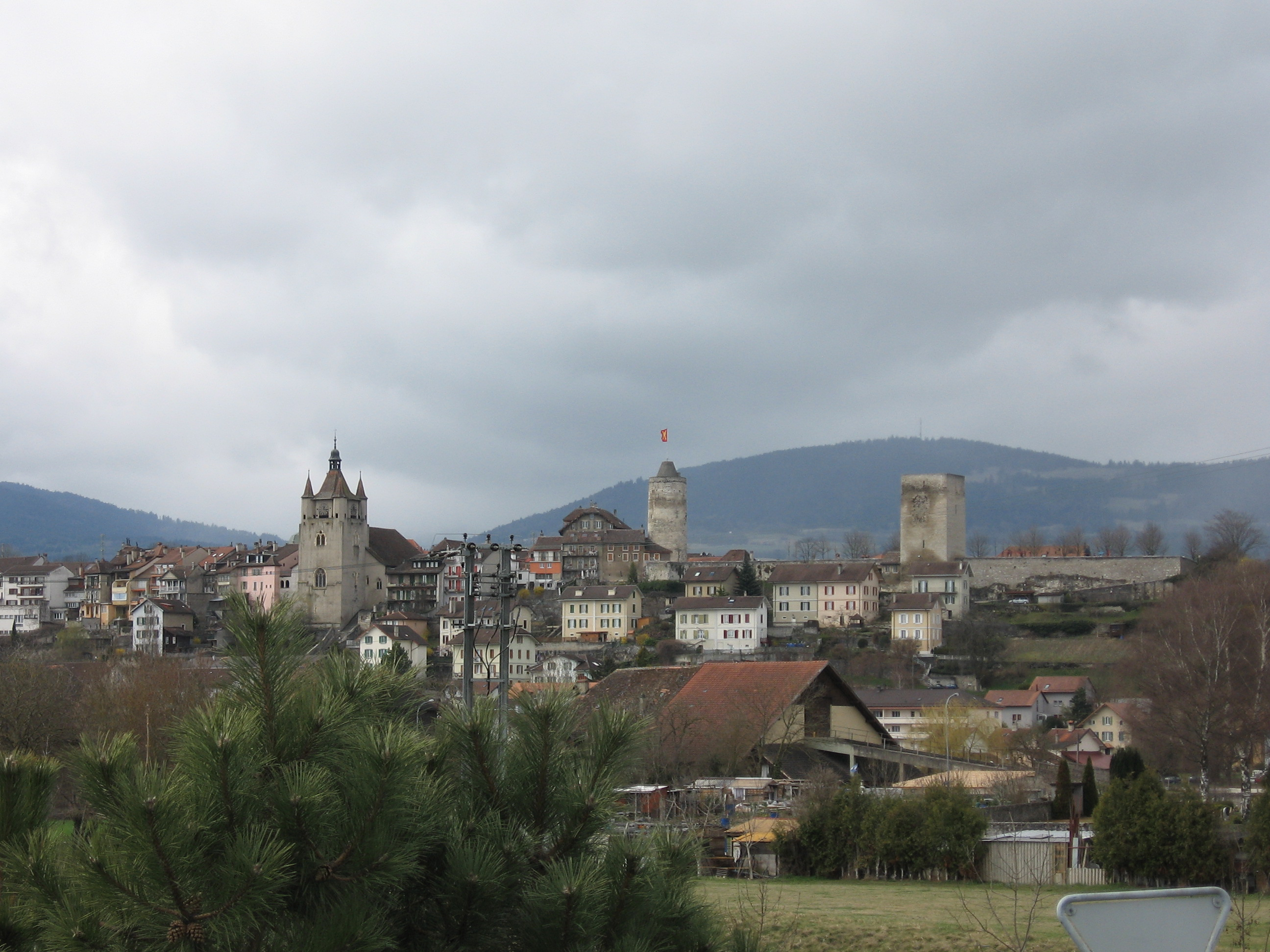
Celkový pohled na centrum města

V průběhu 15. století přešlo Orbe pod vládu rodu Chalonů, kteří pocházeli z Burgundska. V důsledku toho město během burgundských válek dobyli konfederáti a hrad zničili. Fribourgskou smlouvou z roku 1476 se město Orbe spolu s panstvím Echallens dostalo pod společnou správu Fribourgu, Bernu a dalších sedmi měst. V Beromünsterské smlouvě z roku 1484 zrušil Bern práva těchto sedmi míst na společné panství vyplacením náhrady. Od té doby patřilo hejtmanství Orbe-Echallens pod společnou správu Bernu a Fribourgu. Město Orbe tvořilo exklávu panství, jehož centrum se nacházelo v oblasti Echallens. Každých pět let jmenoval Bern nebo Fribourg hofmistra, který sídlil v Echallens. Kvůli počátečnímu odporu katolického Fribourgu byla reformace v Orbe zavedena až v roce 1554.
Po pádu Staré konfederace patřila obec v letech 1798–1803 během helvétského období ke kantonu Léman, který byl poté po vstupu v platnost Ústavy o zprostředkování sloučen s kantonem Vaud. Od roku 1798 je hlavním městem nového okresu Orbe, který vznikl z města Orbe a částí panství (okrsků) Yverdon a Romainmôtier.

## Obyvatelstvo
| Rok            | 1850 | 1900 | 1910 | 1930 | 1950 | 1960 | 1970 | 1980 | 1990 | 2000 | 2007 | 2016 | 2023 |
| Počet obyvatel | 1923 | 2080 | 3234 | 3422 | 3565 | 3824 | 4522 | 3985 | 5084 | 5139 | 5535 | 6903 | 7842 |

Z celkového počtu obyvatel je 82,3 % francouzsky mluvících, 5,0 % portugalsky mluvících a 3,1 % německy mluvících (k roku 2000). Počet obyvatel Orbe prudce vzrostl zejména v prvním desetiletí 20. století. Poté byl zaznamenán další kontinuální nárůst až do roku 1970. V důsledku hospodářské krize v 70. letech 20. století došlo v tomto desetiletí k odlivu obyvatelstva. Od té doby se však počet obyvatel opět výrazně zvýšil. Nové obytné čtvrti vznikly především na východním svahu severně od historického starého města a na okraji úpatí Jury.

## Hospodářství

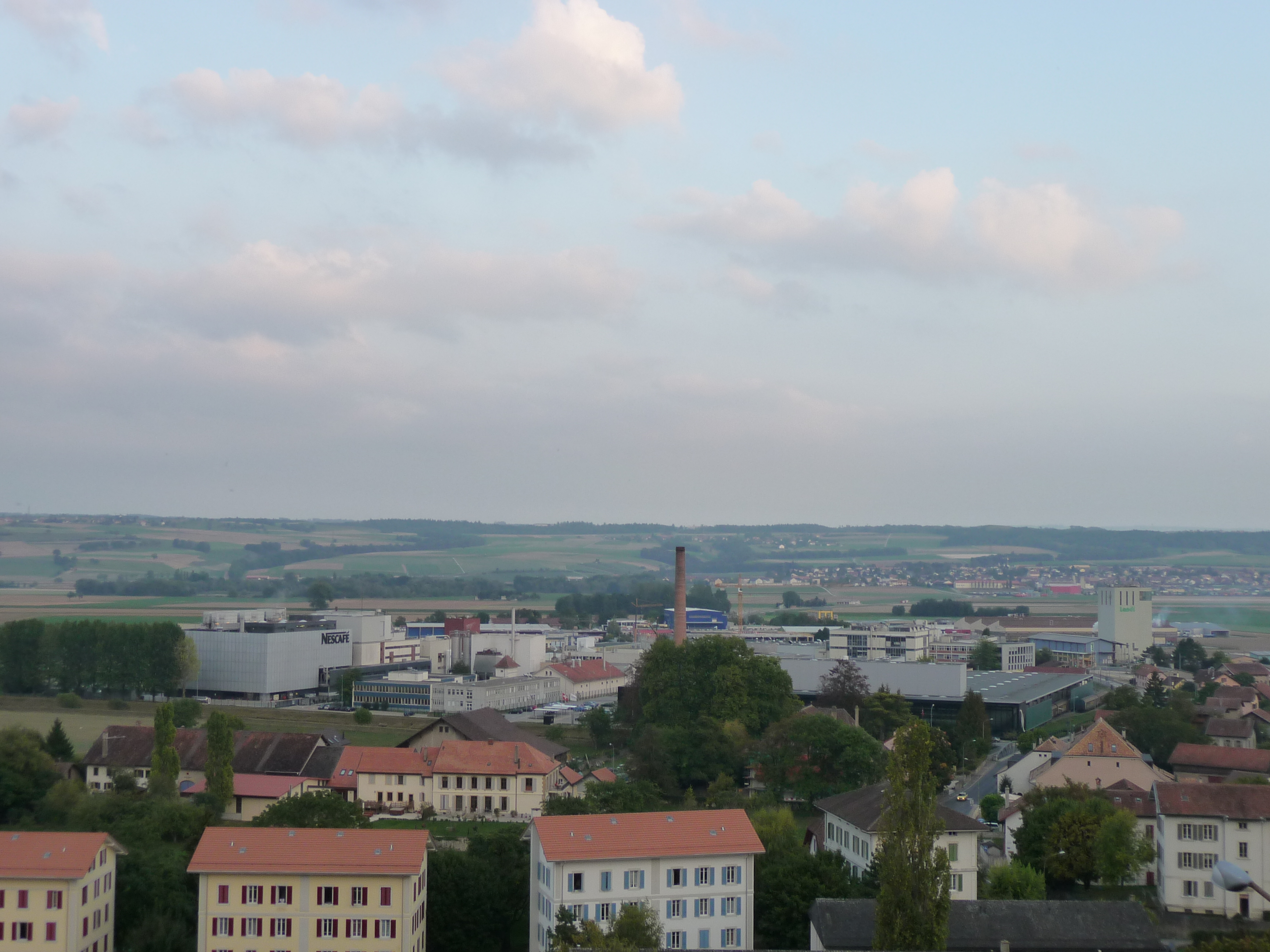
Průmyslová zóna

Ve 21. století je Orbe důležitým regionálním centrem s obchodními, průmyslovými a administrativními funkcemi a turistickým zázemím.
Vzhledem k rozsáhlé zemědělské oblasti v okolí Orbe hraje primární sektor stále určitou roli ve struktuře zaměstnanosti obyvatelstva. Zemědělství stále představuje přibližně 7 % pracovní síly. Důležité je zejména zemědělství a pěstování zeleniny. V okolí města se nachází několik malých vinic a velká vinice nad farmou La Vaux Vully. V roce 1899 byla na rovině Orbe vlevo od kanalizované Orbe založena kantonální věznice Bochuz (Pénitencier de Bochuz), která spravuje největší zemědělský majetek v kantonu Vaud.
S rozvojem a zlepšením dopravního spojení se Orbe v průběhu 19. století stalo průmyslovým centrem. V roce 1848 založili bratři Fertigovi pivovar Brasserie d’Orbe Fertig Frères S.A. V roce 1974 pivovar převzal pivovar Feldschlösschen (se sídlem v Rheinfeldenu) a podnik v Orbe zanikl. Moulins Rod SA, mlýn na obilí, byl založen v roce 1871. Po fúzi se společností Grands Moulins de Cossonay SA (nyní Groupe Minoteries) v roce 1998 byla výroba ukončena. V roce 1901 založil Daniel Peter továrnu na čokoládu. V roce 1929 došlo ke spojení výrobců čokolády Peter, Cailler, Kohler a Nestlé. V roce 1958 otevřela pobočku společnost Paillard SA, která se zabývala přesným strojírenstvím. Vyráběla především filmové kamery Paillard-Bolex. Závod byl uzavřen v roce 1971.
V moderní době se na úpatí městského kopce a v rovině Orbe rozvinula rozsáhlá průmyslová a obchodní čtvrť. Nejvýznamnějším podnikem je továrna na kávu Nestlé, ale je zde i několik dalších podniků potravinářského průmyslu. Četné malé a střední podniky v Orbe se specializují na zemědělské stroje, kovové konstrukce, přesnou mechaniku, zahradnictví, informační technologie, telekomunikace a stavebnictví. Na rovině se nacházejí také různá nákupní centra.

## Doprava

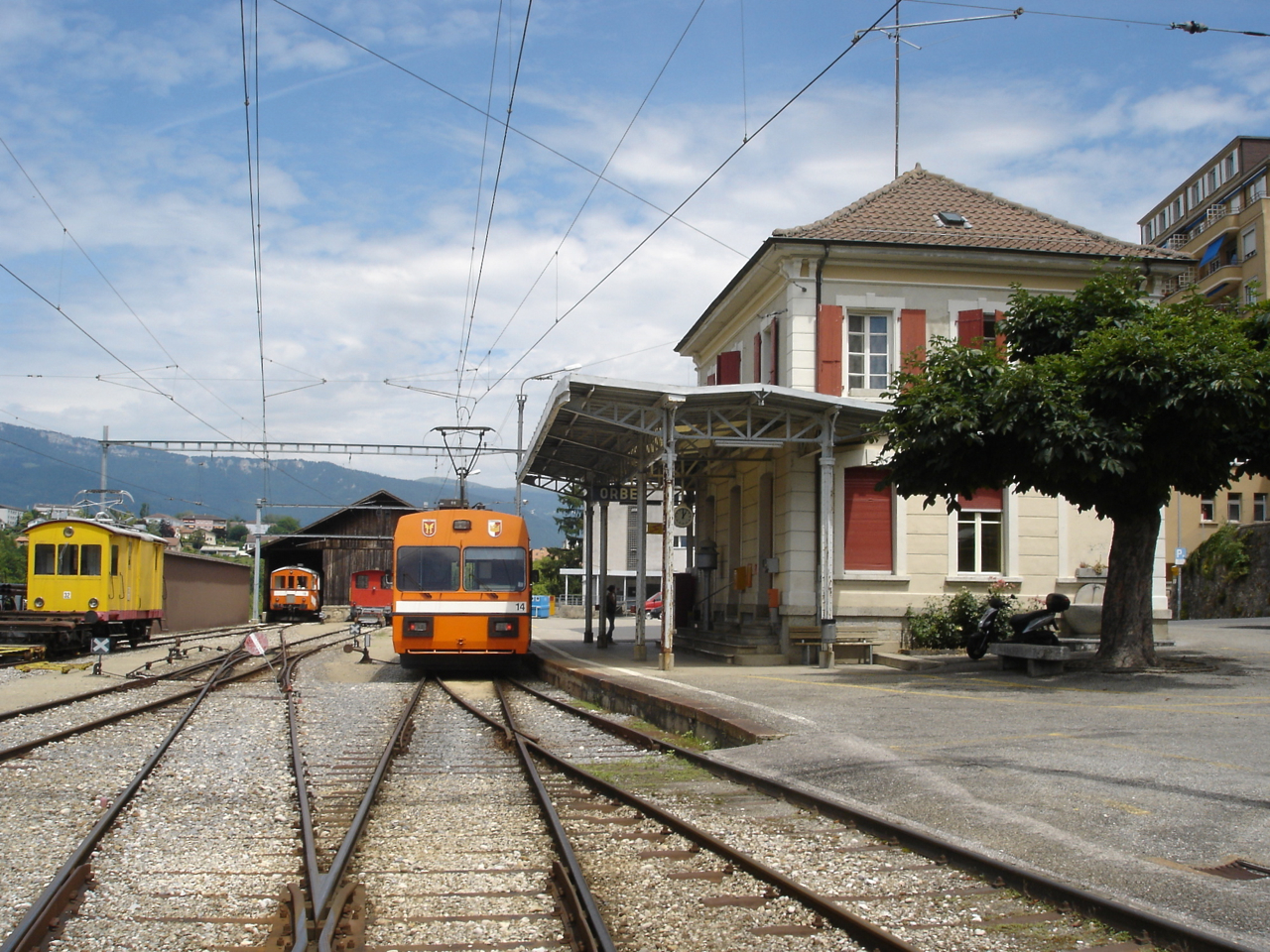
Železniční stanice Orbe

Obec je regionálním dopravním uzlem. Leží na křižovatce silnice vedoucí podél jižního úpatí Jury z Cossonay do Yverdonu a silnice z Chavornay do Vallorbe; další silnice vedou do Romainmôtier a Baulmes.
Od 80. let 20. století je Orbe napojeno na švýcarskou dálniční síť. Úsek dálnice A1 Lausanne–Yverdon byl otevřen v roce 1981. Z křižovatky Essert-Pittet vede od roku 1989 dálnice A9 severně kolem Orbe do Ballaigues, odkud pokračuje jako hlavní silnice buď do Francie přes průsmyk Col de Jougne do Pontarlier, nebo přes Vallorbe do údolí Vallée de Joux. Dálniční sjezd č. 3 Orbe se nachází u Boscéaz. V souvislosti s výstavbou dálnice byl vybudován východní obchvat Orbe z Boscéaz přes rovinu Orbe do Les Granges.
Orbe bylo připojeno k železniční síti 17. dubna 1894, kdy železniční společnost Chemin de fer Orbe–Chavornay otevřela odbočku ze stanice Chavornay na trati Lausanne–Biel/Bienne do Orbe. Kromě stanice Orbe obsluhuje také zastávky St-Eloi a Les Granges v oblasti Orbe a napojuje na železniční síť pomocí vleček několik průmyslových podniků. Autobusové linky z Orbe do Yverdonu, Baulmes, Vallorbe, Croy a Arnex-sur-Orbe zajišťují doplňkové spoje veřejné dopravy.

## Pamětihodnosti
Mezi památky města patří obranná věž Tour Bernard ze 13. století a dále muzeum Musée de Mosaiques Romaines, které tvoří několik pavilonů na místě bývalé galsko-římské vily ze 3. století n. l., kde jsou původní mozaiky. V roce 1938 bylo v Orbe vynalezeno Nescafé.

## Fotogalerie

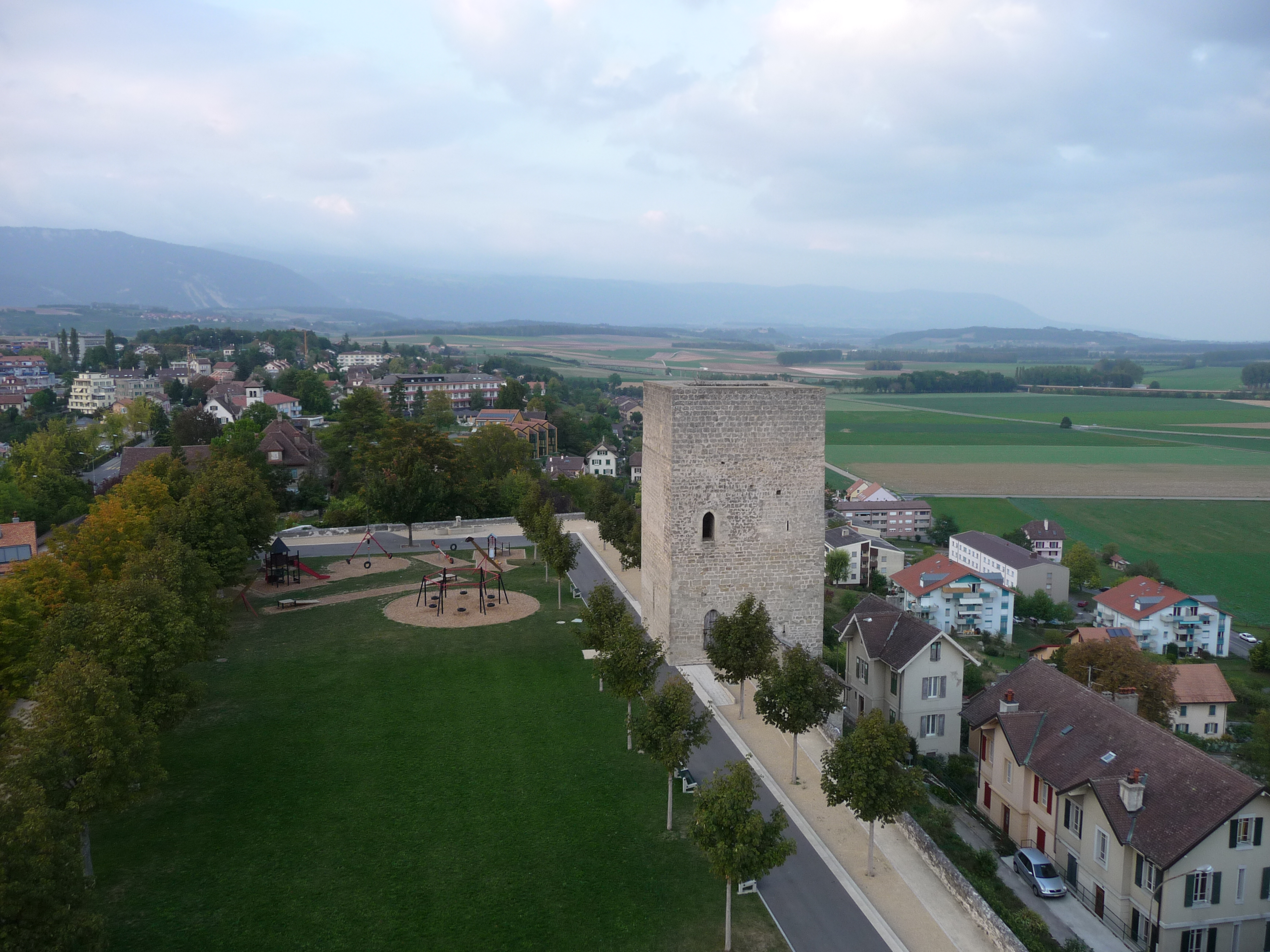
Tour Bernard – obranná věž
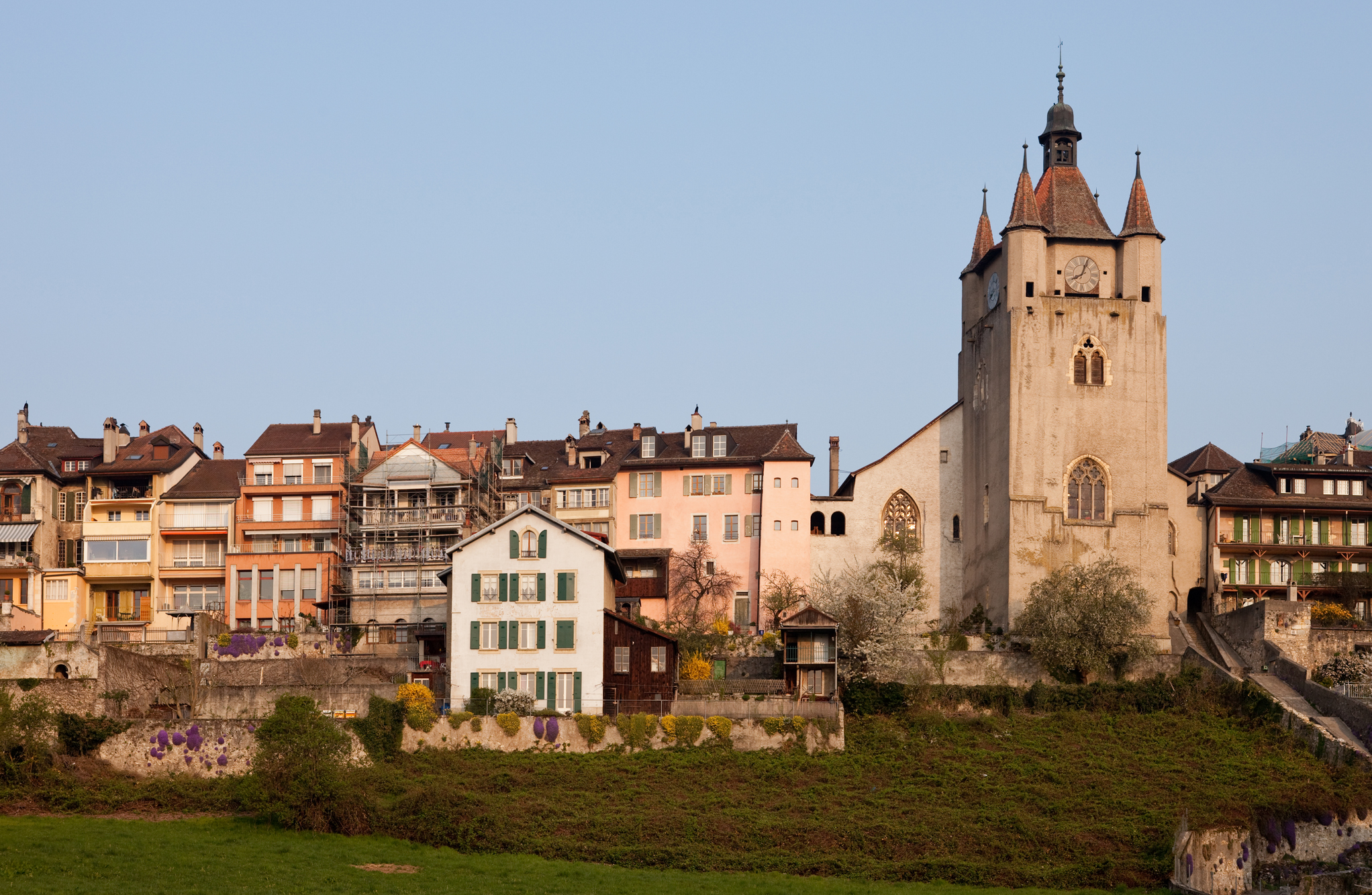
Kostel Švýcarské reformované církve
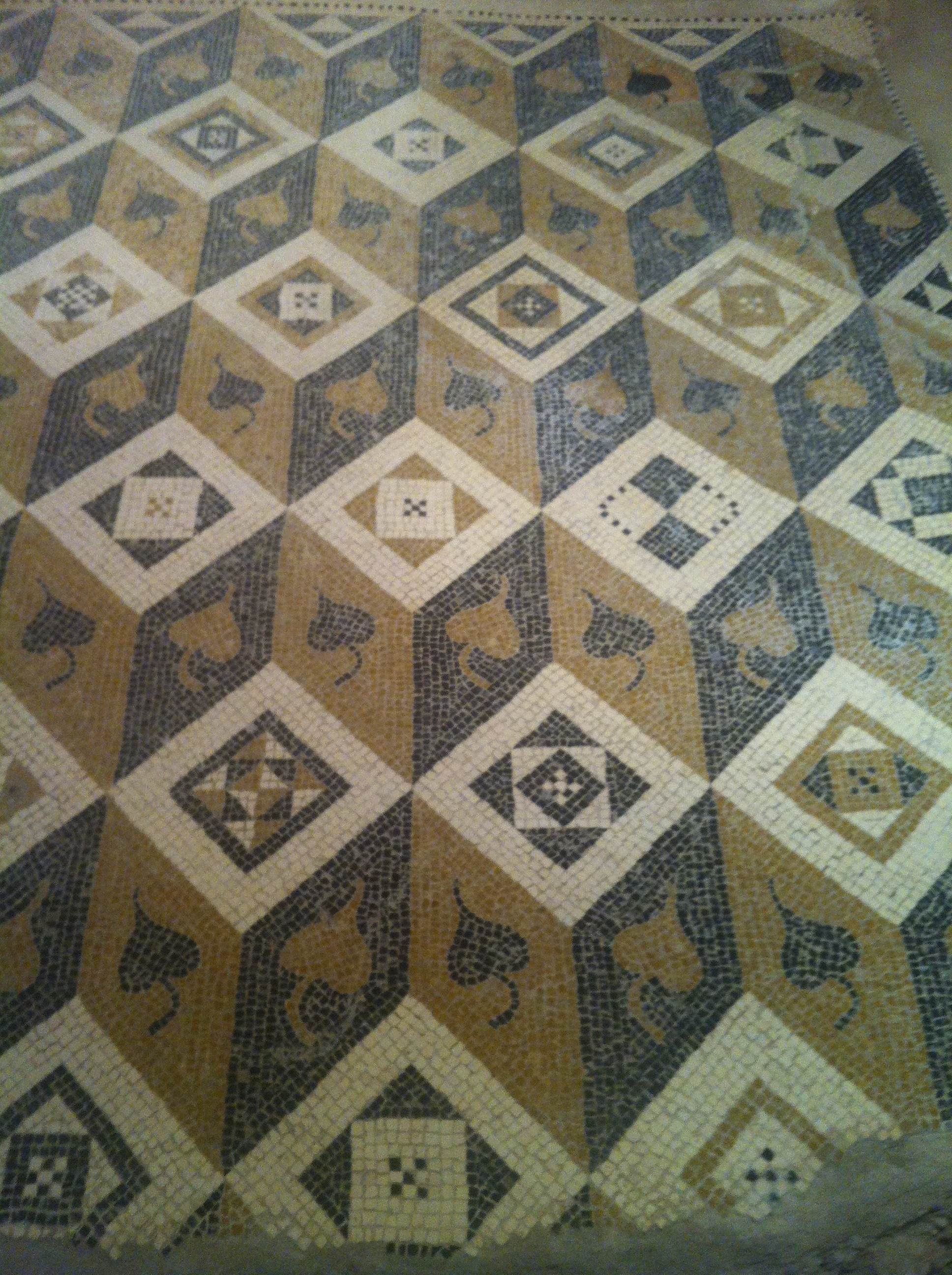
Mozaika z římské doby